# المساراه
ال مساراه یک منطقهٔ مسکونی در عربستان سعودی است که در استان مکه واقع شده‌است.